# Reality-show
Reality-show-ul este un gen de program televizat care presupune situații de viață neregizate, în care, de regulă, persoanele implicate nu sunt actori. 
În România sunt mai multe reality-show-uri găzduite de mai multe televiziuni comerciale precum Grupul Intact, Kanal D, Prima TV etc. 
În cadrul acestor emisiuni televizate, publicul se poate familiariza cu modul de trai din viața de zi cu zi a unor vedete pe care le plac, sau al unui grup de oameni. 

## Descriere
În cadrul reality-show-urilor de tip concurs, telespectatorii au opțiunea de a-și susține favoriții din cadrul show-ului. Prin intermediul căilor de votare de care dispune un anumit reality-show, acestea pot permite votul prin sms (de cele mai multe ori taxat cu o sumă de câțiva euro cenți) sau prin intermediul site-ului emisiunii. Aceste voturi sunt adunate și, după ce prezentatorul programului strigă „Stop vot!”, vor fi prezentate procentajele și beneficiile de care se bucură cei/cel mai votați/votat (imunitate de eliminare, privilegii în concurs, câștigul concursului dacă e în cadrul Marii Finale).
Istoria reality-show-urilor în România începe cu Big Brother România la Prima TV, primul reality-show unde participanții locuiau într-o casă supravegheată de camere profesionale de filmat 24/7, timp de 3 luni de zile. Primul sezon a început în martie 2003 și a schimbat televiziunea românească printr-un experiment inedit pentru români. 
Odată cu debutul show-urilor de acest gen, în România au apărut și reality-show-uri cu tematici speciale precum matrimoniale (Mireasă pentru fiul meu; Fermier caut nevastă; Puterea Dragostei), sportive (Exatlon; Survivor), cu vedete (Sunt celebru, scoate-mă de aici; Prodanca și Reghe: Aventura americană, Mămici de pitici cu sclipici), de stil (Frumusețe pe muchie de cuțit; Bravo, ai stil!), și alte genuri.
În august 2011, la Antena 1, a debutat Mireasă pentru fiul meu (fosta Noră pentru mama), cel mai iubit reality-show 
matrimonial românesc din toate timpurile. În cadrul emisiunii, 12 nurori, 7 gineri și mamele lor intrau în două case despărțite în Studiourile Kentauros Media (Casa fetelor și a mamelor și casa băieților) unde trăiau un an de zile. Emisiunea s-a încheiat pe data de 4 martie 2017, dar a revenit sub numele de Mireasa în martie 2020 și continuă până în prezent.